# San Juan de Ocotán

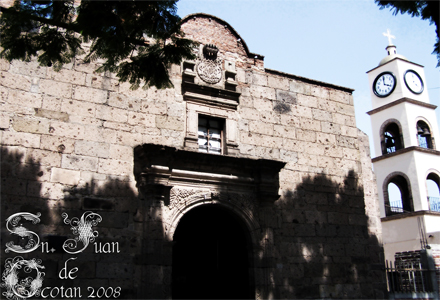
Templo de San Juan De Ocotan.San Juan Bautista

San Juan de Ocotán es un barrio de la ciudad de Zapopan, en el estado mexicano de Jalisco, ubicada al suroeste de la cabecera municipal a una distancia de trece kilómetros de Zapopan
Fue elevada a la categoría de Delegación Municipal el 1 de mayo de 1976 mediante Decreto del Congreso del Estado número 10188.
En la época prehispánica pertenecía al tlatoanazgo de Tala juntamente con Jocotan y Nextipac.
Sus habitantes se dedican a la agricultura, además de las pequeñas propiedades privadas se encuentra la comunidad indígena de San Juan De Ocotan y el Ejedio así también al oficio de albañeria y así también trabajan en industrias, fábricas o bodegas cercanas o dentro del límite de los terrenos del ejido.
Son famosos sus grupos musicales que ha sido una ocupación muy importante. Se encuentra en esta localidad la planta de petróleos mexicanos y la oficina de la Conasupo, Diconsa, Conafort y algunas fábricas que ocupan a los vecinos de este lugar.
La oficina del Registro Civil se instaló el 15 de octubre de 1976 y se encuentra en el edificio de la delegación. Edificio muy importante es su templo dedicado a San Juan Bautista, tiene esculpido en su frontispicio un escudo de los reyes de España, se refiere a Carlos III y está fechada en 1779; en el año de 1985 se le donó en el mes de abril el día 8, un terreno para panteón el cual ahora es el jardín, oficinas y DIF Zapopan, al centro tiene una cruz muy antigua.
San Juan de Ocotan es muy conocida por la fiesta religiosa de los Tastuanes el día 25 de julio y con procesiones 9 días antes respecto al novenario dedicado a santo Santiago. El vestuario típico de los tastuanes en esta localidad es de un chaleco de tela negra con bordes de colores, un pantalón corto con bordes coloridos y tela de color negra, la máscara está hecha artesanalmente por algunos pobladores del lugar con material de piel de vaca y cabello de cola de caballo, la nariz está hecha a mano y madera la figura de la nariz es semejante al de un demonio.